# Corame

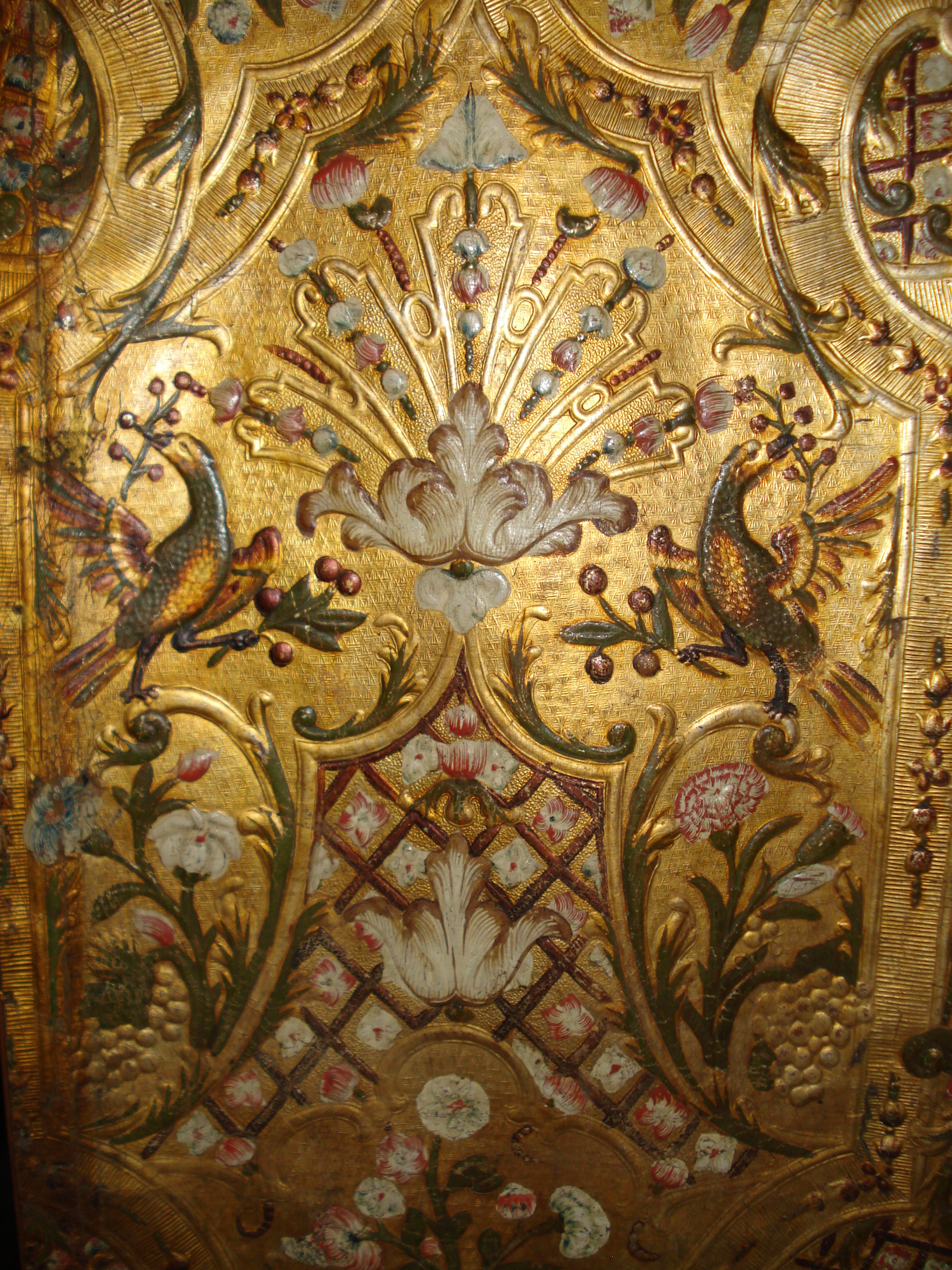
Corame del Castello di Rosenholm, in Danimarca, XVIII secolo.

Il corame, dal latino corium, è un cuoio lavorato e stampato a motivi decorativi usato prevalentemente sotto forma di pannelli destinati all'arredamento e alla tappezzeria, per paliotti o nel rivestimento di libri, seggiole, cofani, astucci e vari oggetti.
A volte viene chiamato, erroneamente, Cordovan.

## Corame dorato

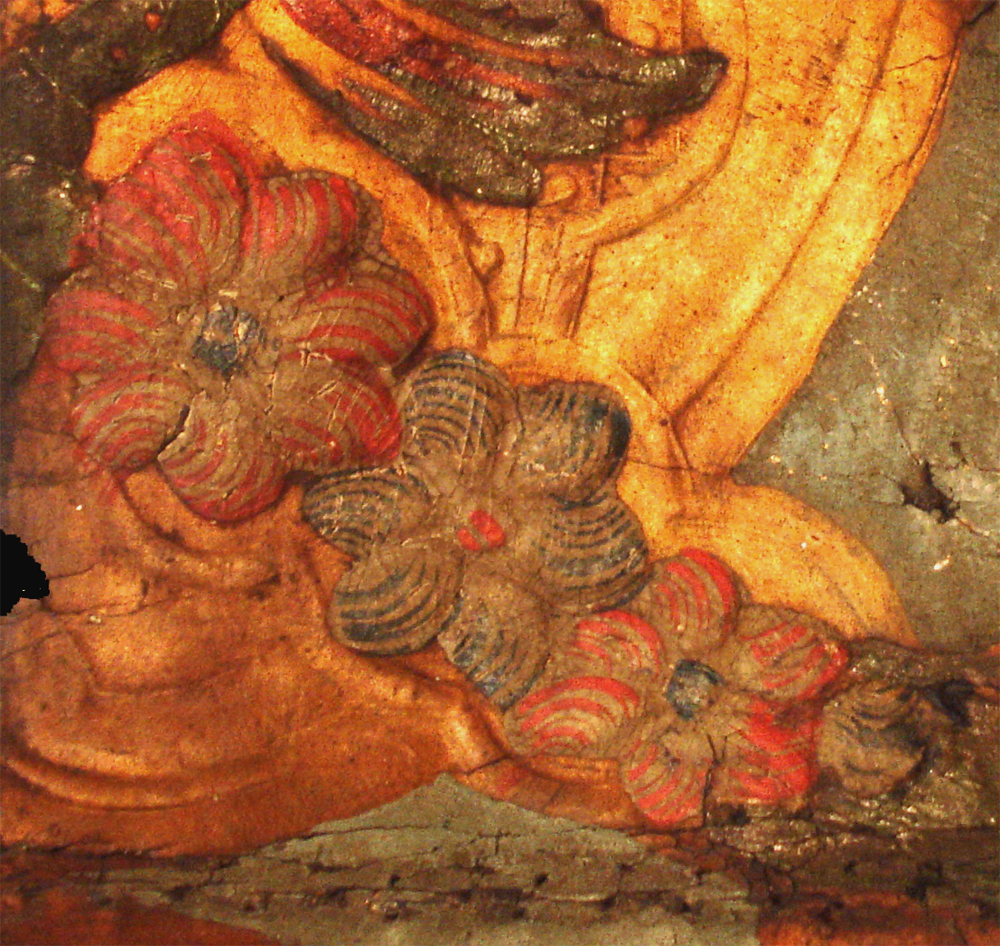
Frammento di corame di Cordova del XV secolo

I corami a fondo dorato o argentato e dipinti a vivaci colori trasparenti con martellatura a cesello sono anche chiamate "cuoi d'oro" e "cuoridoro" a Venezia o "cuoio cordovani" quando proviene da Cordova.

## Storia

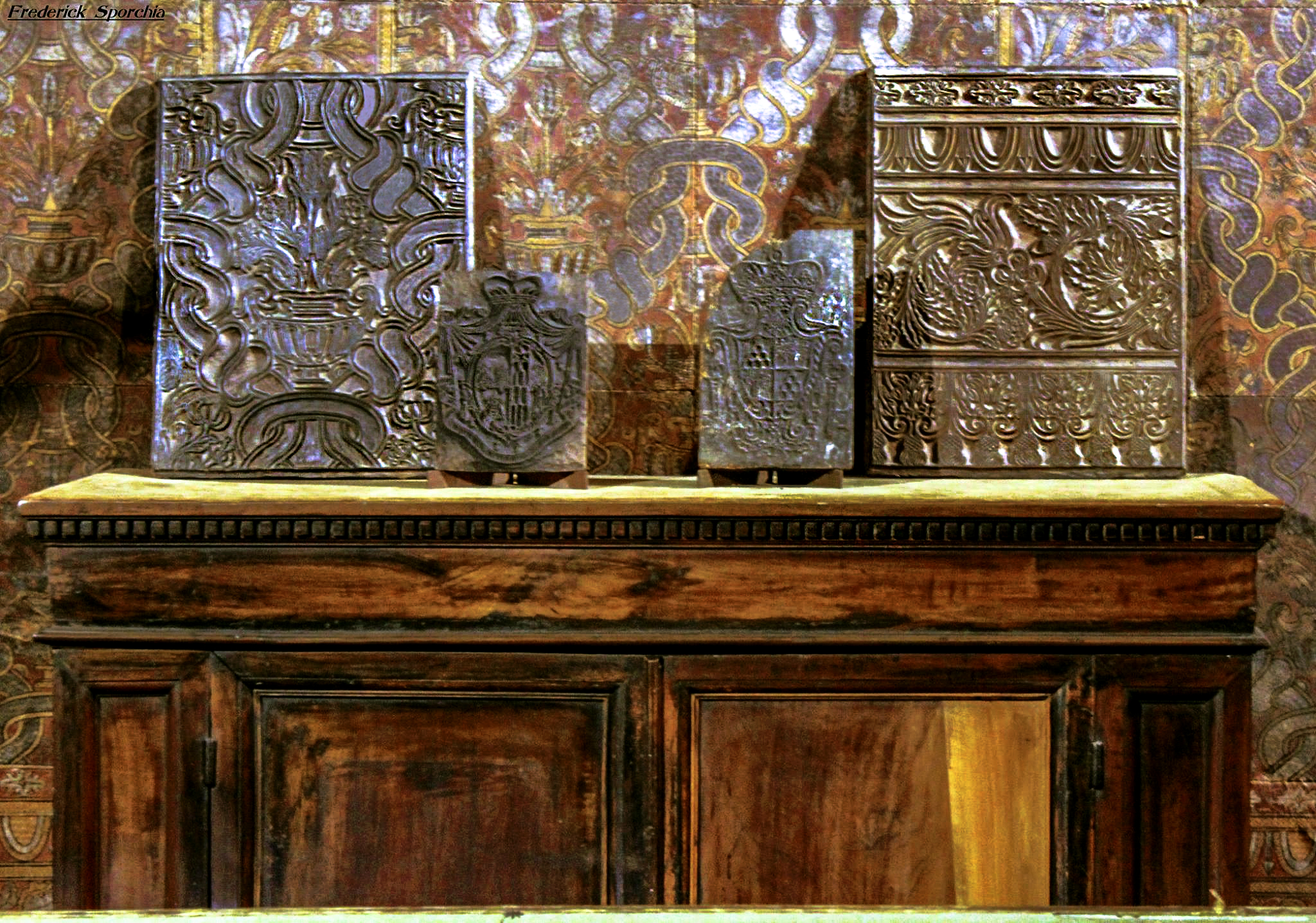
Corami al palazzo Chigi di Ariccia.

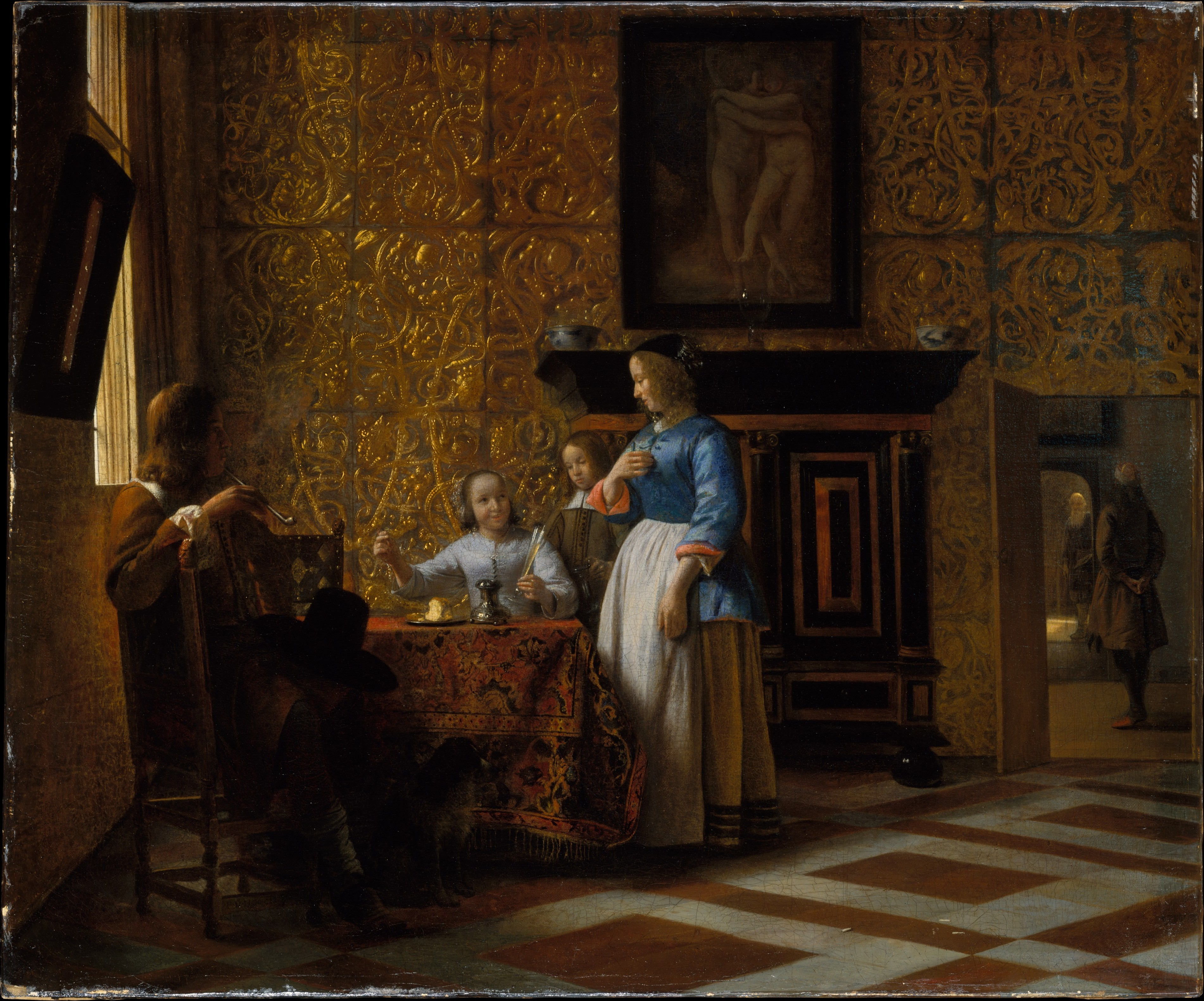
Un interno rivestito di Corami da un quadro di Pieter de Hooch, 1663-65.

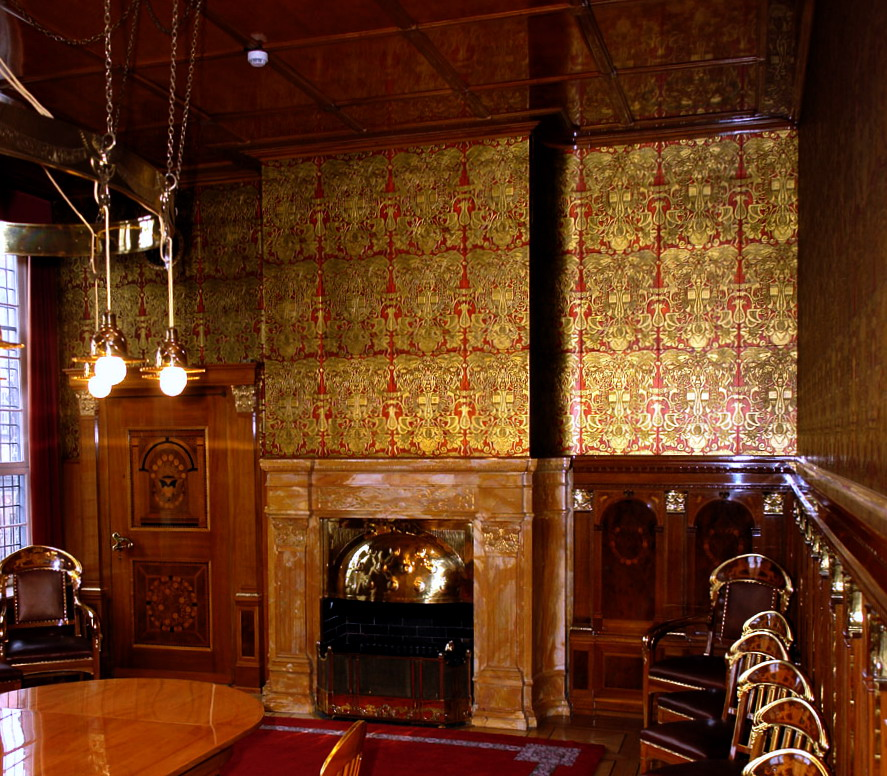
La Güldenkammer del Municipio di Brema, rivestita di corami.

La tecnica di lavorazione della pelle dorata è molto antica. La tecnica proviene originariamente dalla città libica di Gadames. La produzione si trasferì in Spagna sotto i Mori. Si dice che il cuoio dorato e decorato fosse prodotto a Cordova già nel IX secolo. Nel XIV secolo i dati sulla produzione del cuoio dorato in Spagna divennero più concreti. A Barcellona esiste una corporazione di pellettieri d'oro dal 1316. La pelle spagnola fu utilizzata dal XVI al XVIII secolo e fu esportata in grandi quantità fino all'inizio del XVII secolo, sia nelle colonie americane che nella maggior parte dei paesi europei, in particolare nei Paesi Bassi.
I primi esempi provengono dalla Spagna musulmana dove la produzione fiorì, in particolare a Cordova. Poi, nel resto dell'Europa, sua diffusione fu promossa dalle importazioni di pelli da vari regioni: ad esempio, nel XV secolo, i mercanti genovesi importavano cuoi e oro attraverso diverse colonie come Chio e Pera o banchieri installati a Granada, Cordova e Siviglia. Invece, Venezia per l'importazione di pelli conciati e non conciati, nel XVI e XVII secolo, aveva stabilito relazioni commerciali con la Persia, la Turchia e altre regioni mediorientali.

### Italia
In Italia, i corami raggiunsero il massimo splendore nel XVI e per tutto il XVII secolo. Nelle corti principesche rinascimentali, essi furono particolarmente usati come paramenti da tappezzeria negli appartamenti dei palazzi signorili in occasione di ricevimento oppure anche usati nelle chiese come paliotti d'altare. Nelle ricche dimore, i corami furono sospesi di preferenza in estate perché considerati più freschi rispetto alle stoffe calde come gli arazzi o i tappeti. In Italia i più importanti centri di produzione furono Napoli, Roma, Venezia, Bologna, Ferrara e Modena. Un esempio di questi arredi è ad Ariccia, a palazzo Chigi ed è famoso perché in quell'ambiente furono girate alcune scene de Il Gattopardo di Luchino Visconti.

#### Bologna
Bologna fu un centro molto importante di produzione di corami, come lo precisa Leonardo Fioravanti  al capitolo  "Dell'arte di corami d'oro e sua fattura" nel suo trattato Dello Specchio di scientia universale pubblicato a Venezia nel 1572. Sono anche frequenti e riconoscibili corami sullo sfondo di dipinti bolognesi come I due gioccatori di scacchi attribuito a Ludovico Carracci.
Sono numerosi i coramari bolognesi che lavorano per commissioni estensi: le opere eseguite furono per lo più apparati da camera cioè lotti di corami d'oro o pelli di diverso colore spesso con fregi e decorazioni a candelabre. E grazie alla raffinatezza di fabbricazione delle botteghe bolognesi e ferraresi, i corami rappresentavano spesso doni preziosi da inviare a sovrani stranieri:  ad esempio,  l'apparato completo da camera in pelle e cuoio che fu offerto e inviato, nel 1553, da Ercole II alla favorita del re di Francia.

#### Venezia
Nel XVI, la città lagunare diventò anche un dei principali centri di produzione di quest'arte. E con un giro d'affari di circa 100.000 ducati e 70 botteghe di questa industria,  nel 1569, i maestri “cuoridori”, furono ammessi alla corporazione della Scuola dei Pittori. Il mercante di origine bergamasca Giovanni Maria Raspi, trasferitosi a Venezia nel secolo XVII, commerciava cuoio cordovan, o corame, in pelle di capra.

### Mechelen e Paesi Bassi
Un ruolo particolare ebbe l'industria nei Paesi Bassi meridionali, impiantata già a Mechelen dal 1504 e atta a produrre per tutto il Nord Europa: Germania, Danimarca, Svezia, Polonia, ma anche Cina e Giappone. Poi anche Anversa e Bruxelles videro i loro ateliers; ma Mechelen ebbe sempre un ruolo primario, tanto che nel 1716 si contavano non meno di undici manifatture e Antoon e Pieter Vermeulen impiegavano circa 120 operai.
Nel 1611-12 Claes Jacobsz fondò la prima manifattura di pelletteria dorata ad Amsterdam. Nel 1613 risulta Jacob Dircxz de Swart, a L'Aia. Quest'ultimo nel 1628 svilupperà la tecnica, producendo i cuoi servendosi di una matrice, che ne aumenterà molto la produttività. I suoi cuoi sono ritenuti un'opera d'oreficeria, comparati a quelli spagnoli.

## Galleria d'immagini

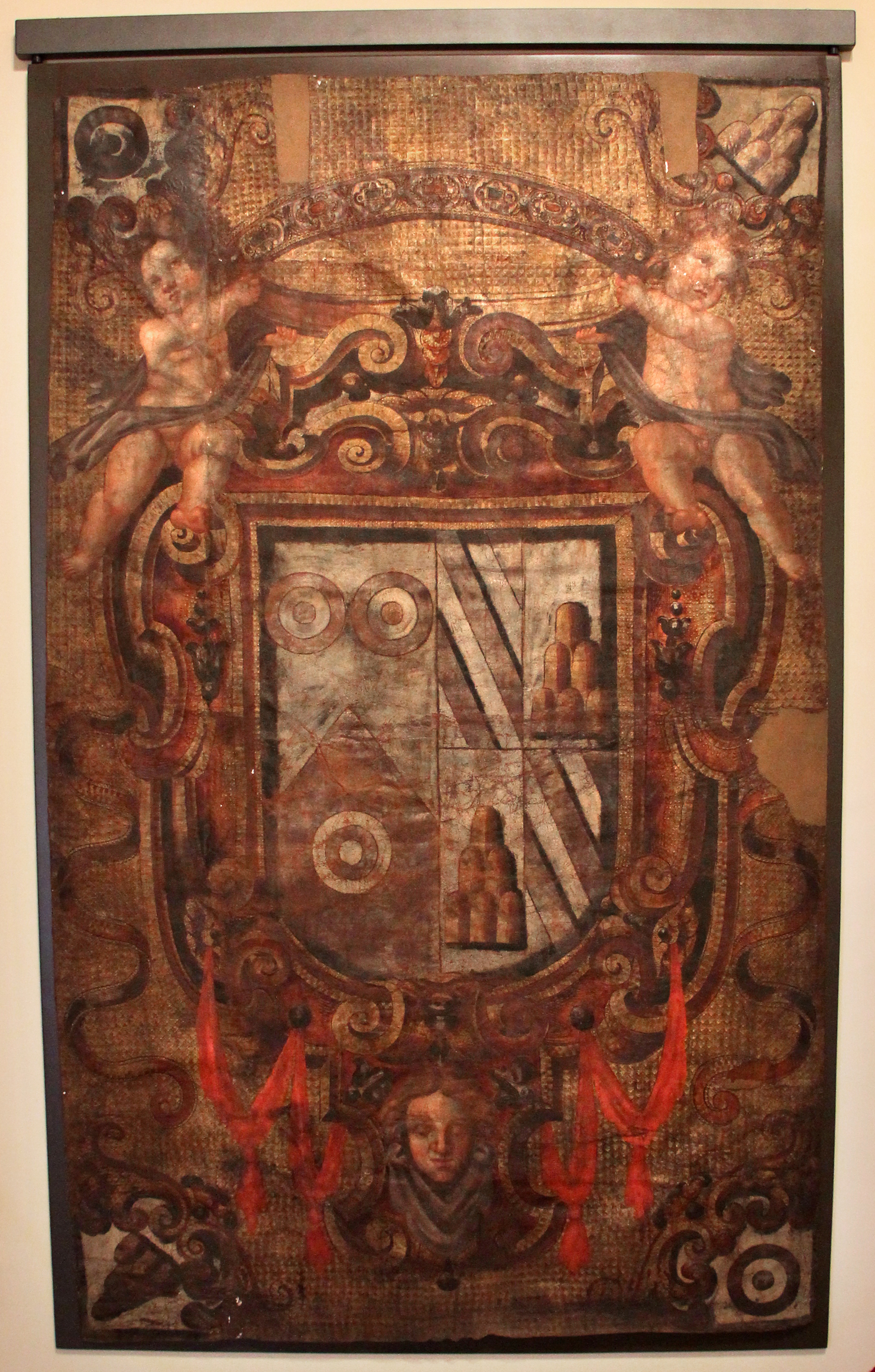
Portiera nella Villa medicea di Cerreto Guidi, 1543
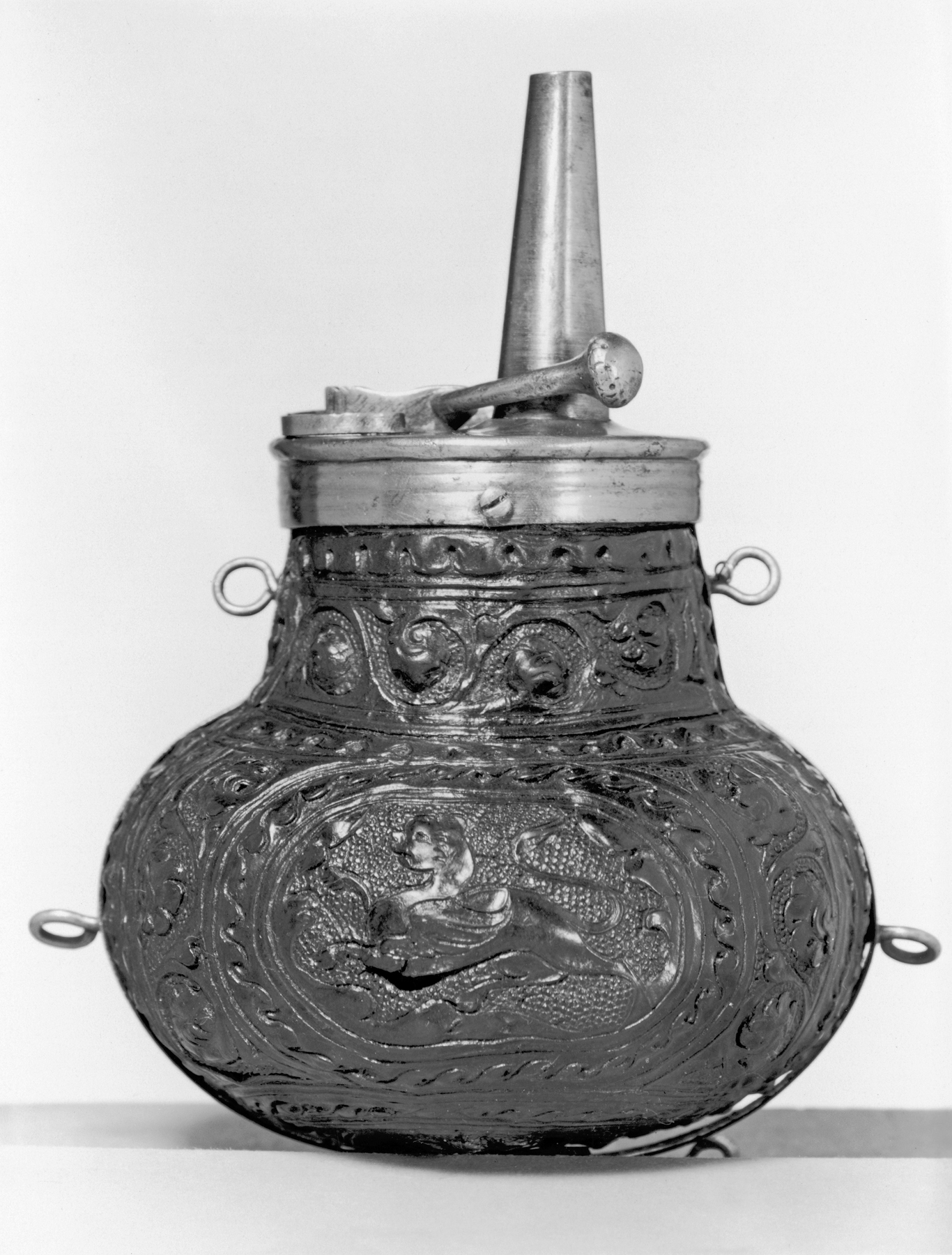
Portaciprie 1550 ca., Walters Art Museum
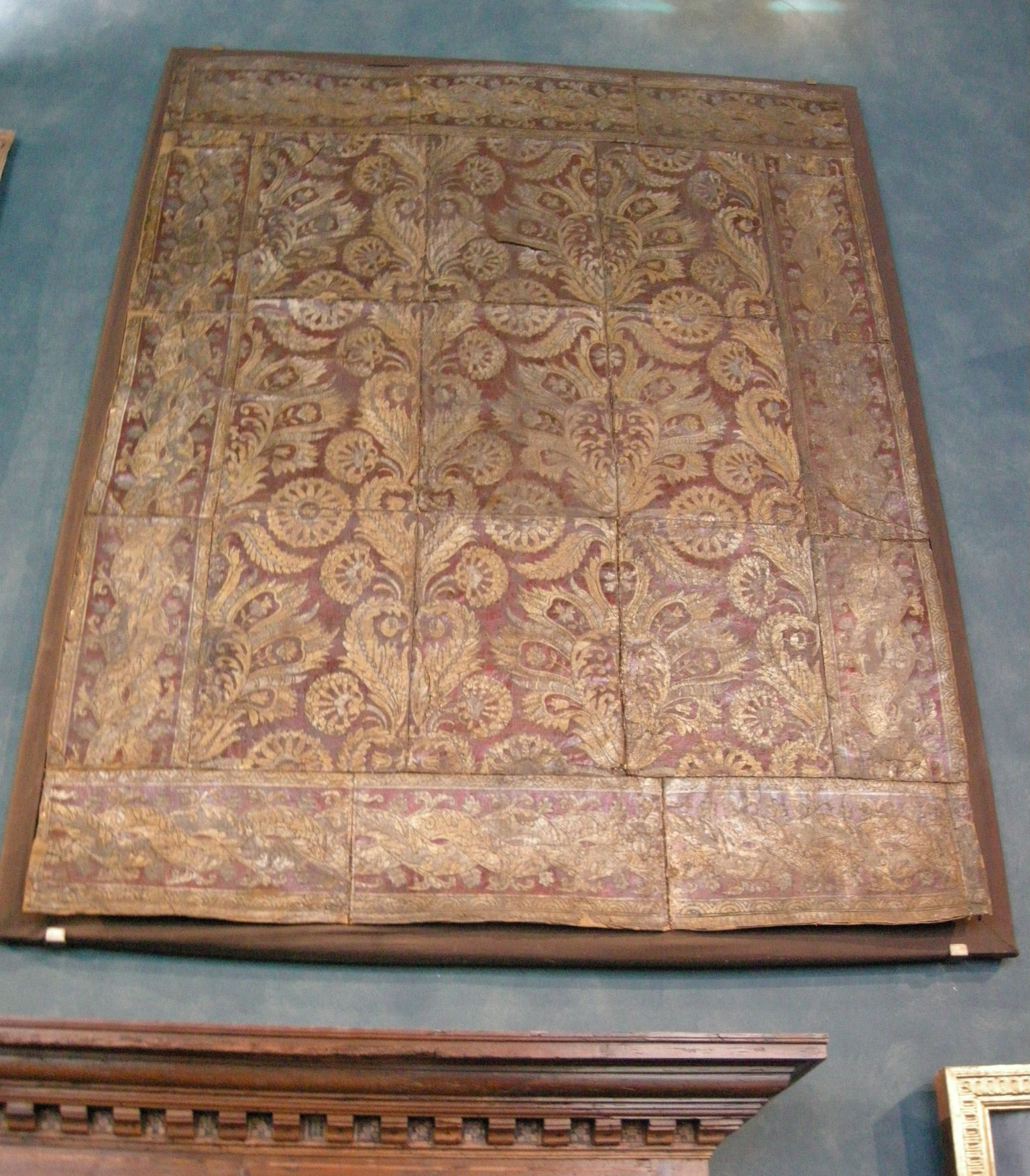
Parato in cuoio esposto al museo Bardini
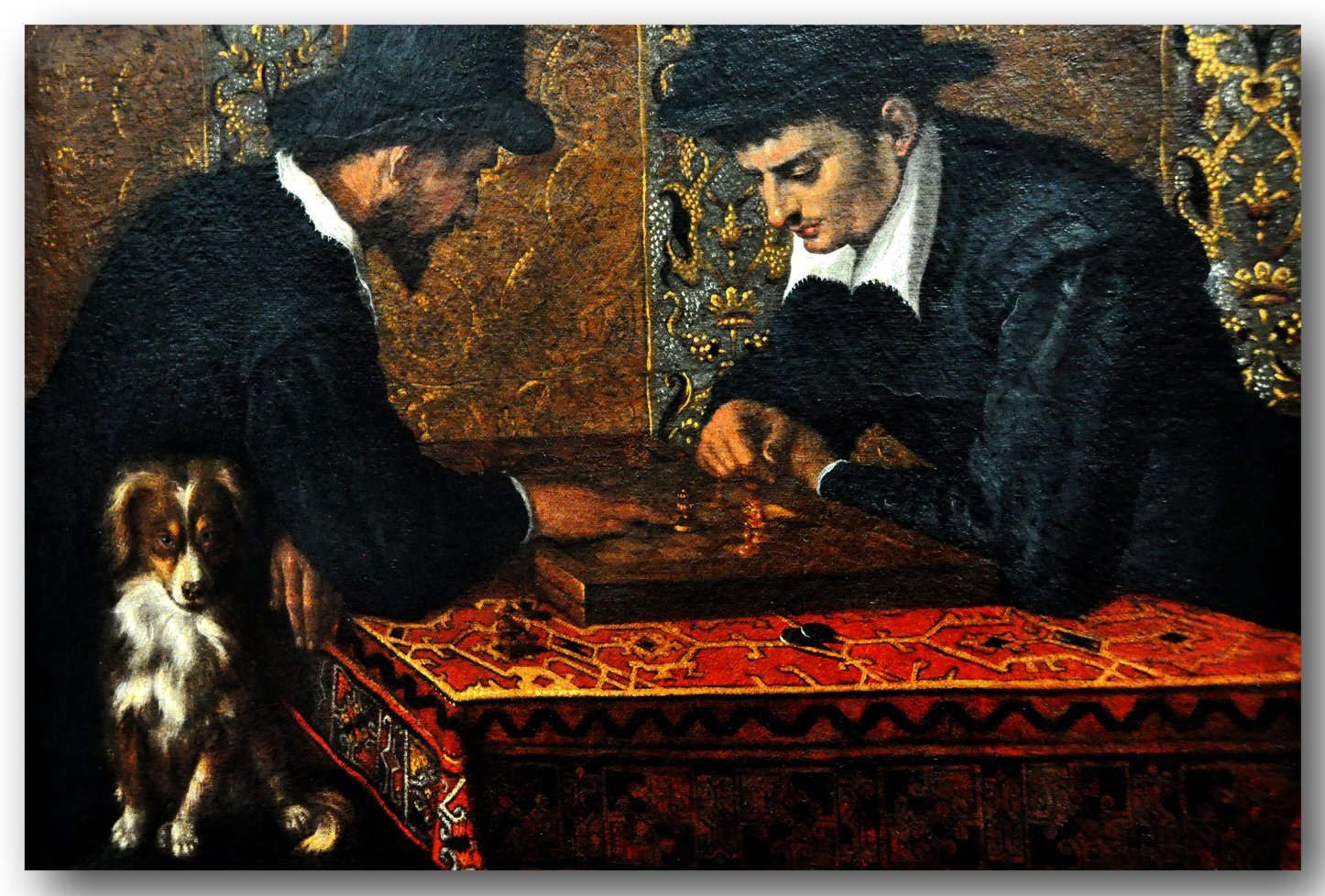
I due giocatori di scacchi,  attribuito a Ludovico Carracci, 1590 ca.
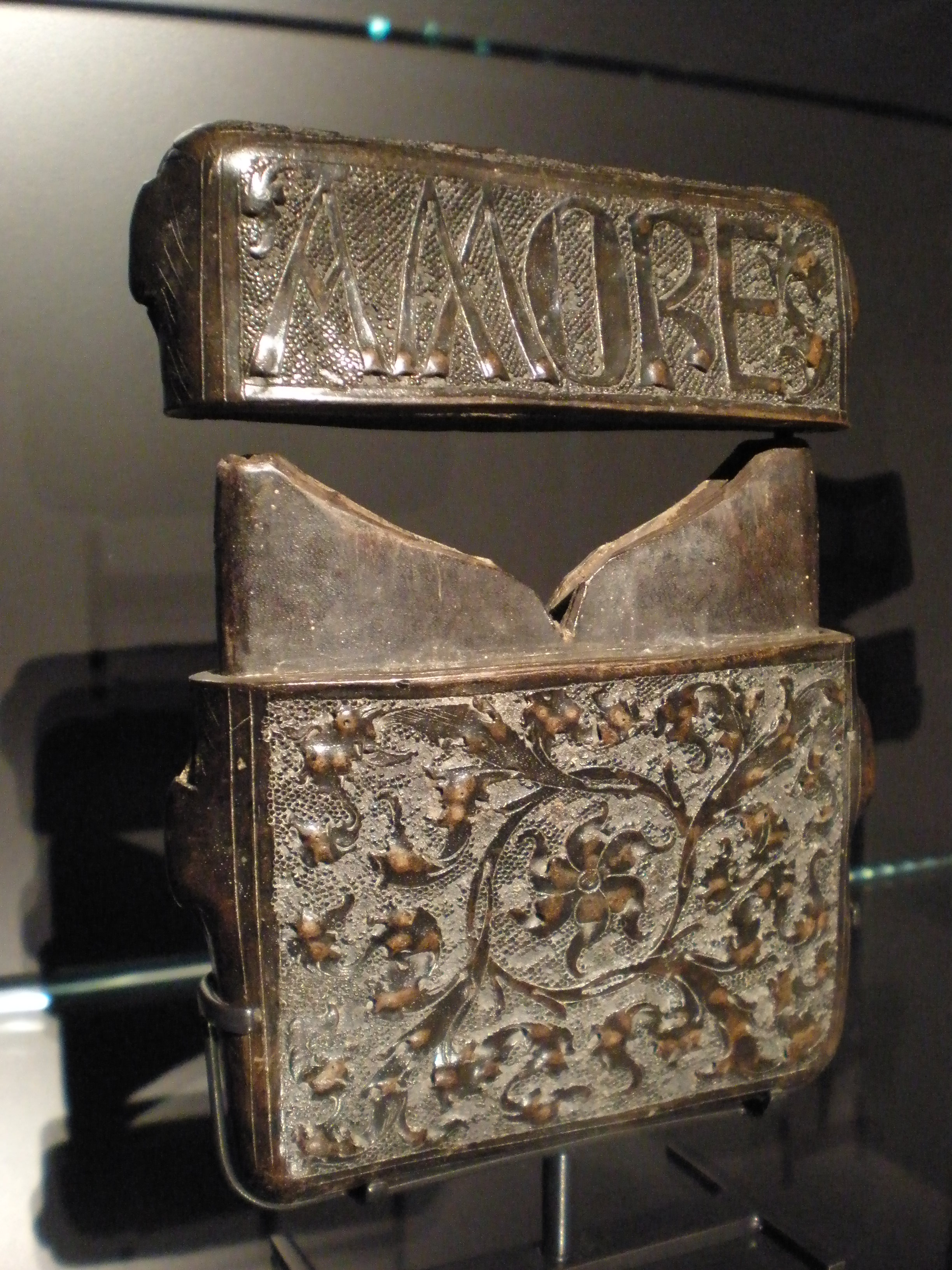
Astuccio per pettine, XV secolo, Victoria and Albert Museum
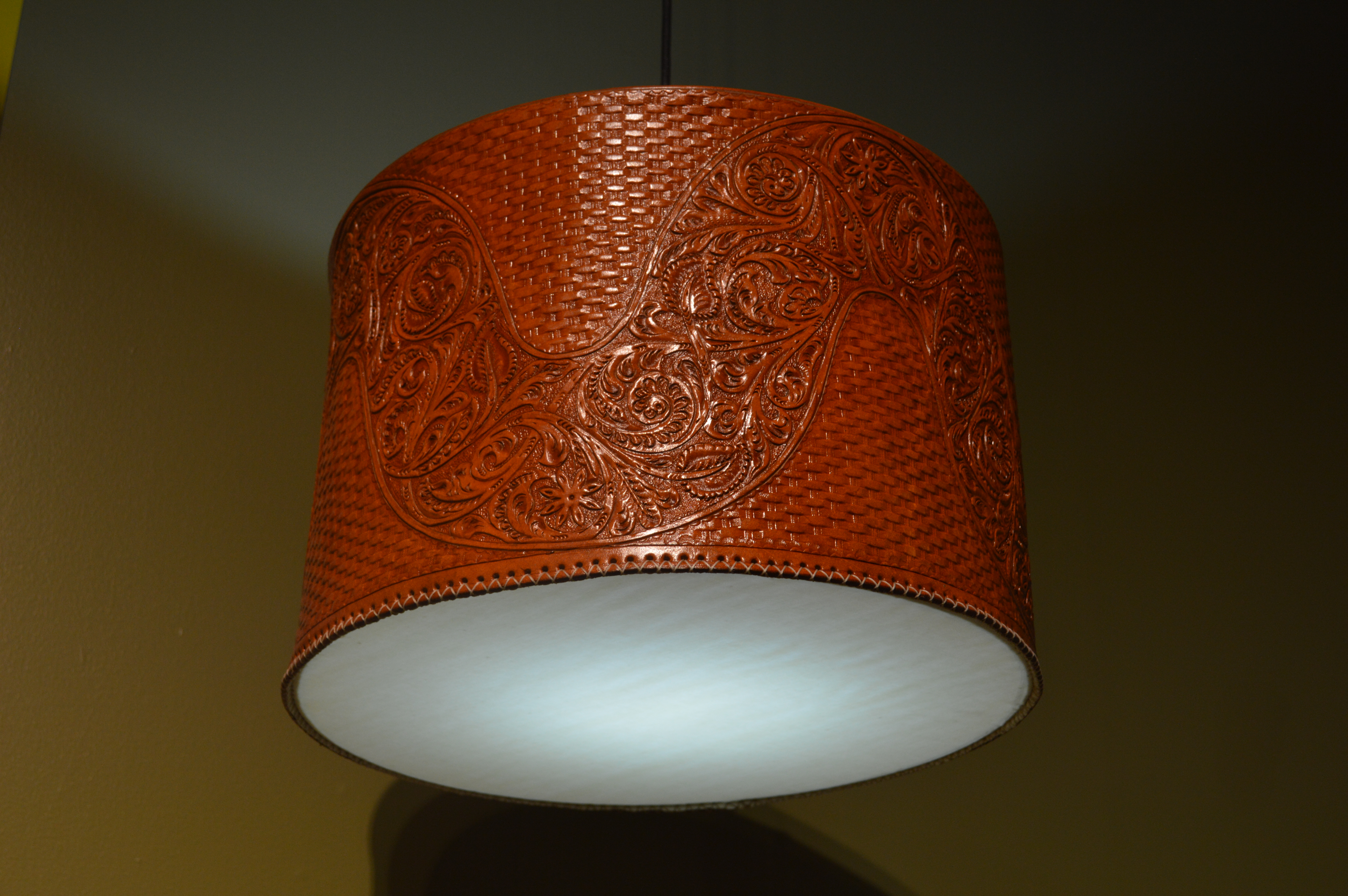
Lampada moderna, Museo dell'arte popolare di Città del Messico
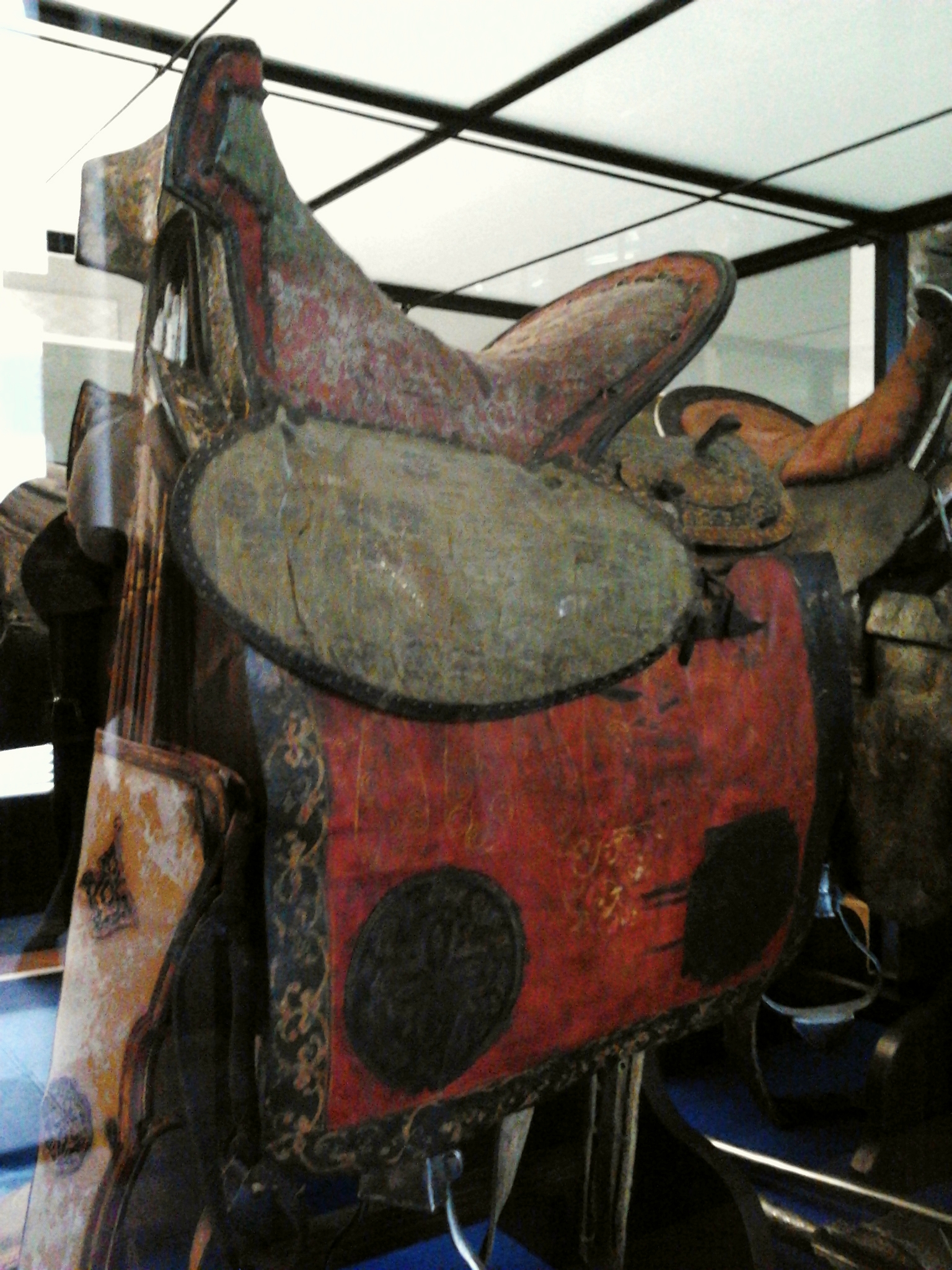
Sella russa, 1570-1580 circa, Vienna, Kunsthistorisches Museum.
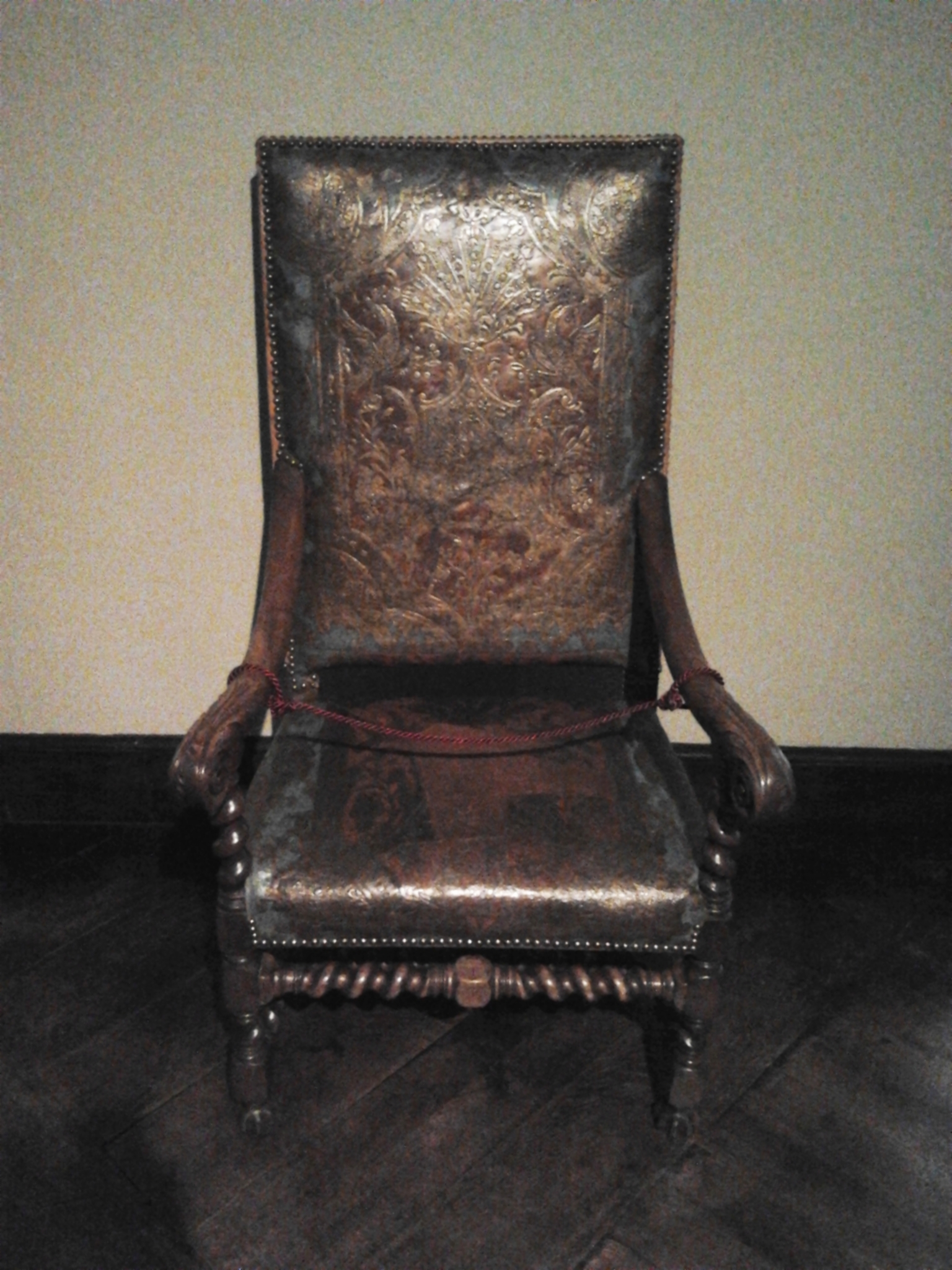
Poltrona, XVII sec, Castello Reale di Varsavia